# Тямшанская волость

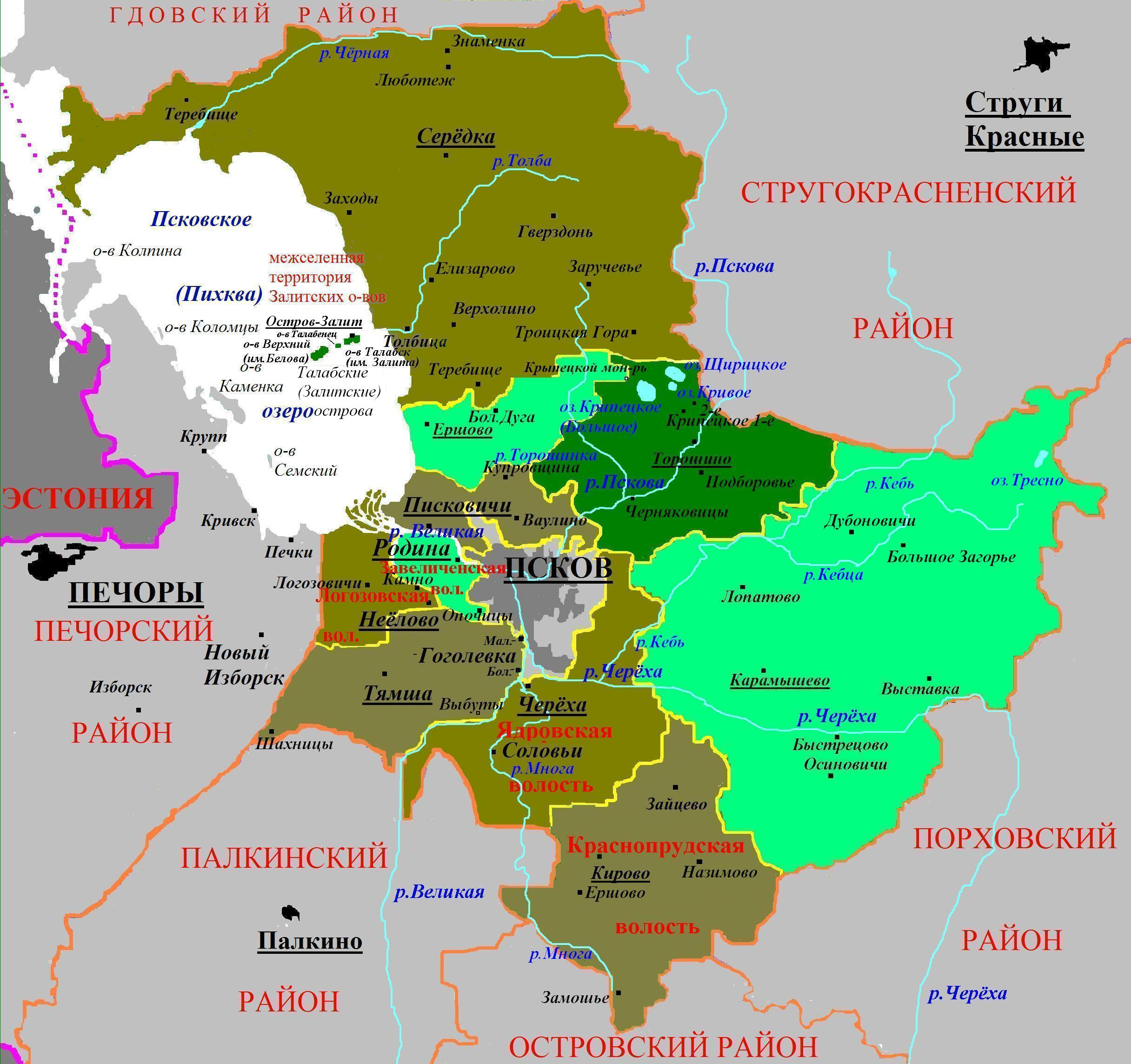
Административное деление Псковского района (2010)

Тямшанская волость — административно-территориальная единица 3-го уровня и муниципальное образование со статусом сельского поселения в Псковском районе Псковской области России.
Административный центр — деревня Тямша — находится в 11 км к юго-западу от города Псков.

## География
Территория волости граничит на севере с Логозовской и Завеличенской волостями Псковского района (примерно по Рижскому шоссе — трассе Псков - Рига,  А212), на северо-востоке и востоке — с городским округом Псков, на юго-востоке и юге — по реке Великой — с Ядровской волостью Псковского района, на юге и юго-западе — с Палкинским районом, на западе — с Печорским районом.
На территории волости расположен погост Выбуты — по преданию, родина  княгини Ольги.

## История
До 1924 года эта территория в основном входила в Логазовскую волость Псковского уезда Псковской губернии, территория которой в 1925 году была включена в новую Завеличенскую волость Псковского уезда Псковской губернии, в состав которой вошли ряд сельсоветов, в том числе Тямшанский сельсовет. Постановлением Президиума ВЦИК от 1 августа 1927 года губернии, уезды и волости в СССР были упразднены, а сельсоветы упразднённой Завеличенской волости были включены в состав новообразованного Псковского района Псковского округа Ленинградской области, в том числе Тямшанский сельсовет.
Указом Президиума Верховного Совета РСФСР от 16 июня 1954 года, в Тямшанский сельсовет были включены территории упразднённых Ворошиленского (по д. Ворошилино) и Кисловского (по д. Кислово) сельсоветов.
Постановлением Псковского областного Собрания депутатов от 26 января 1995 года все сельсоветы в Псковской области были переименованы в волости, в том числе Тямшанский сельсовет превращён в Тямшанскую волость.
Законом Псковской области от 28 февраля 2005 года в границах волости было образовано также муниципальное образование Тямшанская волость со статусом сельского поселения с 1 января 2006 года в составе муниципального образования Псковский район со статусом муниципального района.
Тогда же в 2005 году из Тямшанской волости в Логозовскую волость были переданы 6 деревень (Красная Репка, Золотуха, Неёлово-1, Неёлово-2, Подосьё, Репки); в Завеличенскую волость — деревня Уграда; при этом в состав Тямшанской волости из Завеличенской волости были переданы 3 деревни: Большая Гоголёвка, Малая Гоголёвка, Новая Гоголёвка.

## Население
| 2002  | 2008  | 2009  | 2010  | 2012  | 2013  | 2014  |
| ----- | ----- | ----- | ----- | ----- | ----- | ----- |
| 4747  | ↘3457 | ↗3486 | ↘3407 | ↗3515 | ↗3668 | ↗3839 |
| 2015  | 2016  | 2017  | 2018  | 2019  | 2020  | 2021  |
| ↗3854 | ↘3763 | ↘3693 | ↘3690 | ↘3659 | ↗3664 | ↘3371 |

Население на 1 января 2010 г. — 3486 чел.

## Населённые пункты
В состав Тямшанской волости входят 38 деревень:
| №  | Населённый пункт  | Тип     | Население, чел. 2001 | Население, чел. 2016 |
| -- | ----------------- | ------- | -------------------- | -------------------- |
| 1  | Адворицы          | деревня | 260                  | ↗274                 |
| 2  | Алабышево         | деревня | 11                   | ↗10                  |
| 3  | Бабаево           | деревня | 8                    | ↗10                  |
| 4  | Барановка         | деревня | 13                   | ↘2                   |
| 5  | Большая Гоголёвка | деревня | 59                   | ↗110                 |
| 6  | Боярщина          | деревня | 14                   | ↘7                   |
| 7  | Ветошка           | деревня | 5                    | ↗16                  |
| 8  | Волково           | деревня | 4                    | ↘3                   |
| 9  | Ворошилино        | деревня | 14                   | ↘10                  |
| 10 | Детятино          | деревня | 6                    | ↗4                   |
| 11 | Дубяги            | деревня | 19                   | ↘11                  |
| 12 | Заречье           | деревня | 0                    | →0                   |
| 13 | Капорье           | деревня | 7                    | ↗25                  |
| 14 | Кислово           | деревня | 7                    | ↗16                  |
| 15 | Комарово          | деревня | 3                    | →7                   |
| 16 | Кузнецово         | деревня | 17                   | ↘8                   |
| 17 | Лакомцево         | деревня | 15                   | ↘7                   |
| 18 | Межуги            | деревня | 2                    | ↘0                   |
| 19 | Моглино           | деревня | 68                   | ↗86                  |
| 20 | Мурзино           | деревня | 4                    | ↘0                   |
| 21 | Малая Гоголёвка   | деревня | 135                  | ↗186                 |
| 22 | Неклочь           | деревня | 27                   | ↘21                  |
| 23 | Новая Гоголёвка   | деревня | 40                   | ↗134                 |
| 24 | Обруб             | деревня | 5                    | ↘2                   |
| 25 | Паники            | деревня | 9                    | ↘6                   |
| 26 | Петры             | деревня | 9                    | →1                   |
| 27 | Покрутище         | деревня | 14                   | ↗23                  |
| 28 | Пономарево        | деревня | 3                    | ↗5                   |
| 29 | Раздолье          | деревня | 7                    | ↗11                  |
| 30 | Ржевки            | деревня | 4                    | ↘8                   |
| 31 | Сивцево           | деревня | 14                   | ↘10                  |
| 32 | Снегирёво         | деревня | 10                   | ↘4                   |
| 33 | Сорокино          | деревня | 9                    | ↗11                  |
| 34 | Станки            | деревня | 2                    | ↗15                  |
| 35 | Тямша             | деревня | 2619                 | ↘2143                |
| 36 | Филатова Гора     | деревня | 15                   | ↗20                  |
| 37 | Чернецово         | деревня | 11                   | ↗10                  |
| 38 | Шахницы           | деревня | 43                   | ↗25                  |